# Éliminatoires de la Coupe d'Asie des nations de football 2023
Navigation
Éliminatoires Coupe d'Asie 2019 Éliminatoires Coupe d'Asie 2027
Les éliminatoires de la Coupe d'Asie des nations de football 2023 se déroulent à partir du 6 juin 2019 jusqu'au 14 juin 2022 et déterminent les 24 équipes qualifiées pour la Coupe d'Asie 2023.
Le processus de qualification comprend quatre tours, où les deux premiers tours sont doublés en tant qu'éliminatoires de la Coupe du monde 2022 pour les équipes asiatiques.

## Format
La structure de qualification est la suivante :
- Premier tour : 12 équipes (classées 35 à 46) se rencontrent en aller-retour. Les six vainqueurs accèdent au deuxième tour.
- Deuxième tour : 40 équipes (classées 1 à 34 et six vainqueurs du premier tour) sont répartis en huit groupes de cinq équipes pour disputer des matchs aller-retour.
  - Les sept vainqueurs de groupe (à l'exception du Qatar) et les cinq meilleurs deuxièmes de groupe se qualifient pour le troisième tour des qualifications pour la Coupe du Monde de la FIFA et, (à l'exception de la Chine), se qualifient pour la Coupe d'Asie de l'AFC.
  - Les 22 équipes suivantes les mieux classées (les trois autres finalistes de groupe, les huit équipes classées troisièmes, les huit équipes classées quatrièmes et les trois meilleures équipes classées cinquièmes de groupe) se qualifient directement pour le troisième tour de qualification pour la Coupe d'Asie.
  - Les 4 équipes restantes entrent dans le tour des barrages pour disputer les deux places restantes au troisième tour de qualification pour la Coupe d'Asie.
- Tour de barrage : Il y a un match aller-retour qui déterminera les deux derniers qualifiés pour le troisième tour.
- Troisième tour : Les 24 équipes seront divisées en six groupes de quatre pour disputer des matches de tournoi à match unique dans six sites centralisés[1], et elles se disputeront les places restantes de la Coupe d'Asie.

## Participants
| Entrent au deuxième tour (Classement AFC de 1 à 34) | Entrent au premier tour (Classement AFC de 35 à 46) |
| --- | --- |
| 1. Iran (21) 2. Japon (26) 3. Corée du Sud (37) 4. Australie (41) 5. Qatar (55) 6. Émirats arabes unis (67) 7. Arabie saoudite (72) 8. Chine (74) 9. Irak (76) 10. Syrie (83) 11. Ouzbékistan (85) 12. Liban (86) 13. Oman (86) 14. Kirghizistan (95) 15. Jordanie (97) 16. Viêt Nam (98) 17. Palestine (99) 18. Inde (101) 19. Bahreïn (111) 20. Thaïlande (114) 21. Tadjikistan (120) 22. Corée du Nord (121) 23. Philippines (124) 24. Taïwan (125) 25. Turkménistan (136) 26. Birmanie (140) 27. Hong Kong (141) 28. Yémen (146) 29. Afghanistan (149) 30. Maldives (151) 31. Koweït (125) 32. Indonésie (159) 33. Singapour (160) 34. Népal (168) | 1. Malaisie (168) 2. Cambodge (173) 3. Macao (183) 4. Laos (184) 5. Bhoutan (186) 6. Mongolie (187) 7. Bangladesh (188) 8. Guam (193) 9. Brunei (194) 10. Timor oriental (195) 11. Pakistan (200) 12. Sri Lanka (202) |

## Calendrier
| Tour            | Journée       | Date                                          |
| --------------- | ------------- | --------------------------------------------- |
| Premier tour    | Matchs aller  | 6 et 7 juin 2019                              |
| Premier tour    | Matchs retour | 11 juin 2019                                  |
| Deuxième tour   | Journée 1     | 5 septembre 2019                              |
| Deuxième tour   | Journée 2     | 10 septembre 2019                             |
| Deuxième tour   | Journée 3     | 10 octobre 2019                               |
| Deuxième tour   | Journée 4     | 15 octobre 2019                               |
| Deuxième tour   | Journée 5     | 14 novembre 2019                              |
| Deuxième tour   | Journée 6     | 19 novembre 2019                              |
| Deuxième tour   | Journée 7     | 25 mars 2021 + 3 juin 2021 (8 octobre 2020)   |
| Deuxième tour   | Journée 8     | 30 mars 2021 + 11 juin 2021 (13 octobre 2020) |
| Deuxième tour   | Journée 9     | 7 juin 2021 (12 novembre 2020)                |
| Deuxième tour   | Journée 10    | 15 juin 2021 (17 novembre 2020)               |
| Tour de barrage | Matchs aller  | 7 et 9 octobre 2021                           |
| Tour de barrage | Matchs retour | 11 et 12 octobre 2021                         |
| Troisième tour  | Journée 1     | 8 juin 2022                                   |
| Troisième tour  | Journée 2     | 11 juin 2022                                  |
| Troisième tour  | Journée 3     | 14 juin 2022                                  |

## Premier tour
Les rencontres du premier tour se déroulent les 6, 7 et 11 juin 2019. Le tirage au sort a été effectué le 17 avril 2019.
| Équipe   | Aller | Total  | Retour             | Équipe         |
| -------- | ----- | ------ | ------------------ | -------------- |
| Mongolie | 2 - 0 | 3 - 2  | 1 - 2              | Brunei         |
| Macao    | 1 - 0 | 1 - 3  | 0 - 3 (tapis vert) | Sri Lanka      |
| Laos     | 0 - 1 | 0 - 1  | 0 - 0              | Bangladesh     |
| Malaisie | 7 - 1 | 12 - 2 | 5 - 1              | Timor oriental |
| Cambodge | 2 - 0 | 4 - 1  | 2 - 1              | Pakistan       |
| Bhoutan  | 1 - 0 | 1 - 5  | 0 - 5              | Guam           |

## Deuxième tour
Les 40 équipes sont réparties en huit groupes de cinq et se rencontrent en matchs aller-retour au sein de chaque groupe. Les premiers de chaque groupe accèdent au troisième tour, ainsi que les cinq meilleurs deuxièmes.

### Groupe A
| Rang | Équipe      | Pts | J | G | N | P | Bp | Bc | Diff |  | Résultats (▼ dom., ► ext.) |     |     |     |     |     |
| ---- | ----------- | --- | - | - | - | - | -- | -- | ---- |  | -------------------------- | --- | --- | --- | --- | --- |
| 1    | Syrie       | 21  | 8 | 7 | 0 | 1 | 22 | 7  | +15  |  | Syrie                      |     | 2-1 | 1-0 | 2-1 | 4-0 |
| 2    | Chine       | 19  | 8 | 6 | 1 | 1 | 30 | 3  | +27  |  | Chine                      | 3-1 |     | 2-0 | 5-0 | 7-0 |
| 3    | Philippines | 11  | 8 | 3 | 2 | 3 | 12 | 11 | +1   |  | Philippines                | 2-5 | 0-0 |     | 1-1 | 3-0 |
| 4    | Maldives    | 7   | 8 | 2 | 1 | 5 | 7  | 20 | -13  |  | Maldives                   | 0-4 | 0-5 | 1-2 |     | 3-1 |
| 5    | Guam        | 0   | 8 | 0 | 0 | 8 | 2  | 32 | -30  |  | Guam                       | 0-3 | 0-7 | 1-4 | 0-1 |     |

### Groupe B
| Rang | Équipe         | Pts | J | G | N | P | Bp | Bc | Diff |  | Résultats (▼ dom., ► ext.) |     |     |     | Drapeau du Népal |     |
| ---- | -------------- | --- | - | - | - | - | -- | -- | ---- |  | -------------------------- | --- | --- | --- | ---------------- | --- |
| 1    | Australie      | 24  | 8 | 8 | 0 | 0 | 28 | 2  | +26  |  | Australie                  |     | 3-0 | 1-0 | 5-0              | 5-1 |
| 2    | Koweït         | 14  | 8 | 4 | 2 | 2 | 19 | 7  | +12  |  | Koweït                     | 0-3 |     | 0-0 | 7-0              | 9-0 |
| 3    | Jordanie       | 14  | 8 | 4 | 2 | 2 | 13 | 3  | +10  |  | Jordanie                   | 0-1 | 0-0 |     | 3-0              | 5-0 |
| 4    | Népal          | 6   | 8 | 2 | 0 | 6 | 4  | 22 | -18  |  | Népal                      | 0-3 | 0-1 | 0-3 |                  | 2-0 |
| 5    | Taipei chinois | 0   | 8 | 0 | 0 | 8 | 4  | 34 | -30  |  | Taipei chinois             | 1-7 | 1-2 | 1-2 | 0-2              |     |

### Groupe C
| Rang | Équipe    | Pts | J | G | N | P | Bp | Bc | Diff |  | Résultats (▼ dom., ► ext.) |      |     |     |     |      |
| ---- | --------- | --- | - | - | - | - | -- | -- | ---- |  | -------------------------- | ---- | --- | --- | --- | ---- |
| 1    | Iran      | 18  | 8 | 6 | 0 | 2 | 34 | 4  | +30  |  | Iran                       |      | 1-0 | 3-0 | 3-1 | 14-0 |
| 2    | Irak      | 17  | 8 | 5 | 2 | 1 | 14 | 4  | +10  |  | Irak                       | 2-1  |     | 0-0 | 2-0 | 4-1  |
| 3    | Bahreïn   | 15  | 8 | 4 | 3 | 1 | 15 | 4  | +11  |  | Bahreïn                    | 1-0  | 1-1 |     | 4-0 | 8-0  |
| 4    | Hong Kong | 5   | 8 | 1 | 2 | 5 | 4  | 13 | -9   |  | Hong Kong                  | 0-2  | 0-1 | 0-0 |     | 2-0  |
| 5    | Cambodge  | 1   | 8 | 0 | 1 | 7 | 2  | 44 | -42  |  | Cambodge                   | 0-10 | 0-4 | 0-1 | 1-1 |      |

### Groupe D
| Rang | Équipe          | Pts | J | G | N | P | Bp | Bc | Diff |  | Résultats (▼ dom., ► ext.) |     |     |     |     |     |
| ---- | --------------- | --- | - | - | - | - | -- | -- | ---- |  | -------------------------- | --- | --- | --- | --- | --- |
| 1    | Arabie saoudite | 20  | 8 | 6 | 2 | 0 | 22 | 4  | +18  |  | Arabie saoudite            |     | 3-0 | 5-0 | 3-0 | 3-0 |
| 2    | Ouzbékistan     | 15  | 8 | 5 | 0 | 3 | 18 | 9  | +9   |  | Ouzbékistan                | 2-3 |     | 2-0 | 5-0 | 5-0 |
| 3    | Palestine       | 10  | 8 | 3 | 1 | 4 | 10 | 10 | 0    |  | Palestine                  | 0-0 | 2-0 |     | 4-0 | 3-0 |
| 4    | Singapour       | 7   | 8 | 2 | 1 | 5 | 7  | 22 | -15  |  | Singapour                  | 0-3 | 1-3 | 2-1 |     | 2-2 |
| 5    | Yémen           | 5   | 8 | 1 | 2 | 5 | 6  | 18 | -12  |  | Yémen                      | 2-2 | 0-1 | 1-0 | 1-2 |     |

### Groupe E
| Rang | Équipe      | Pts | J | G | N | P | Bp | Bc | Diff |  | Résultats (▼ dom., ► ext.) |     |     |     |     |     |
| ---- | ----------- | --- | - | - | - | - | -- | -- | ---- |  | -------------------------- | --- | --- | --- | --- | --- |
| 1    | Qatar       | 22  | 8 | 7 | 1 | 0 | 18 | 1  | +17  |  | Qatar                      |     | 2-1 | 0-0 | 6-0 | 5-0 |
| 2    | Oman        | 18  | 8 | 6 | 0 | 2 | 16 | 6  | +10  |  | Oman                       | 0-1 |     | 1-0 | 3-0 | 4-1 |
| 3    | Inde        | 7   | 8 | 1 | 4 | 3 | 6  | 7  | -1   |  | Inde                       | 0-1 | 1-2 |     | 1-1 | 1-1 |
| 4    | Afghanistan | 6   | 8 | 1 | 3 | 4 | 5  | 15 | -10  |  | Afghanistan                | 0-1 | 1-2 | 1-1 |     | 1-0 |
| 5    | Bangladesh  | 2   | 8 | 0 | 2 | 6 | 3  | 19 | -16  |  | Bangladesh                 | 0-2 | 0-3 | 0-2 | 1-1 |     |

### Groupe F
| Rang | Équipe       | Pts | J | G | N | P | Bp | Bc | Diff |  | Résultats (▼ dom., ► ext.) |      |     |     |     |      |
| ---- | ------------ | --- | - | - | - | - | -- | -- | ---- |  | -------------------------- | ---- | --- | --- | --- | ---- |
| 1    | Japon        | 24  | 8 | 8 | 0 | 0 | 46 | 2  | +44  |  | Japon                      |      | 4-1 | 5-1 | 6-0 | 10-0 |
| 2    | Tadjikistan  | 13  | 8 | 4 | 1 | 3 | 14 | 12 | +2   |  | Tadjikistan                | 0-3  |     | 1-0 | 3-0 | 4-0  |
| 3    | Kirghizistan | 10  | 8 | 3 | 1 | 4 | 19 | 12 | +7   |  | Kirghizistan               | 0-2  | 1-1 |     | 0-1 | 7-0  |
| 4    | Mongolie     | 6   | 8 | 2 | 0 | 6 | 3  | 27 | -24  |  | Mongolie                   | 0-14 | 0-1 | 1-2 |     | 1-0  |
| 5    | Birmanie     | 6   | 8 | 2 | 0 | 6 | 6  | 35 | -29  |  | Birmanie                   | 0-2  | 4-3 | 1-8 | 1-0 |      |

### Groupe G
| Rang | Équipe              | Pts | J | G | N | P | Bp | Bc | Diff |  | Résultats (▼ dom., ► ext.) |     |     |     |     |     |
| ---- | ------------------- | --- | - | - | - | - | -- | -- | ---- |  | -------------------------- | --- | --- | --- | --- | --- |
| 1    | Émirats arabes unis | 18  | 8 | 6 | 0 | 2 | 23 | 7  | +16  |  | Émirats arabes unis        |     | 3-2 | 4-0 | 3-1 | 5-0 |
| 2    | Viêt Nam            | 17  | 8 | 5 | 2 | 1 | 13 | 5  | +8   |  | Viêt Nam                   | 1-0 |     | 1-0 | 0-0 | 4-0 |
| 3    | Malaisie            | 12  | 8 | 4 | 0 | 4 | 10 | 12 | -2   |  | Malaisie                   | 1-2 | 1-2 |     | 2-1 | 2-0 |
| 4    | Thaïlande           | 9   | 8 | 2 | 3 | 3 | 9  | 9  | 0    |  | Thaïlande                  | 2-1 | 0-0 | 0-1 |     | 2-2 |
| 5    | Indonésie           | 1   | 8 | 0 | 1 | 7 | 5  | 27 | -22  |  | Indonésie                  | 0-5 | 1-3 | 0-3 | 2-3 |     |

### Groupe H
| Rang | Équipe        | Pts     | J       | G       | N       | P       | Bp      | Bc      | Diff    |  | Résultats (▼ dom., ► ext.) |     |     |     |     |
| ---- | ------------- | ------- | ------- | ------- | ------- | ------- | ------- | ------- | ------- |  | -------------------------- | --- | --- | --- | --- |
| 1    | Corée du Sud  | 16      | 6       | 5       | 1       | 0       | 22      | 1       | +21     |  | Corée du Sud               |     | 2-1 | 5-0 | 8-0 |
| 2    | Liban         | 10      | 6       | 3       | 1       | 2       | 11      | 8       | +3      |  | Liban                      | 0-0 |     | 2-1 | 3-2 |
| 3    | Turkménistan  | 9       | 6       | 3       | 0       | 3       | 8       | 11      | -3      |  | Turkménistan               | 0-2 | 3-2 |     | 2-0 |
| 4    | Sri Lanka     | 0       | 6       | 0       | 0       | 6       | 2       | 23      | -21     |  | Sri Lanka                  | 0-5 | 0-3 | 0-2 |     |
| 0    | Corée du Nord | Forfait | Forfait | Forfait | Forfait | Forfait | Forfait | Forfait | Forfait |  |                            |     |     |     |     |

Le 16 mai 2021, l'AFC annonce le retrait de la Corée du Nord des éliminatoires ; les craintes liées à la pandémie de Covid-19 seraient à l'origine de ce forfait, à l'instar du forfait du pays pour les Jeux olympiques de 2020. Tous leurs résultats sont déclarés nuls et non avenus.

### Classement des deuxièmes
| Rang | Équipe             | Pts | J | G | N | P | Bp | Bc | Diff |
| ---- | ------------------ | --- | - | - | - | - | -- | -- | ---- |
| 1    | Chine (Gr A)       | 13  | 6 | 4 | 1 | 1 | 23 | 3  | +20  |
| 2    | Oman (Gr E)        | 12  | 6 | 4 | 0 | 2 | 9  | 5  | +4   |
| 3    | Irak (Gr C)        | 11  | 6 | 3 | 2 | 1 | 6  | 3  | +3   |
| 4    | Viêt Nam (Gr G)    | 11  | 6 | 3 | 2 | 1 | 6  | 4  | +2   |
| 5    | Liban (Gr H)       | 10  | 6 | 3 | 1 | 2 | 11 | 8  | +3   |
| 6    | Tadjikistan (Gr F) | 10  | 6 | 3 | 1 | 2 | 7  | 8  | -1   |
| 7    | Ouzbékistan (Gr D) | 9   | 6 | 3 | 0 | 3 | 12 | 9  | +3   |
| 8    | Koweït (Gr B)      | 8   | 6 | 2 | 2 | 2 | 8  | 6  | +2   |

La Chine, qui était à ce moment-là toujours pays organisateur de la Coupe d'Asie, ayant terminé dans les quatre meilleurs deuxièmes, le cinquième meilleur deuxième est qualifié pour la Coupe d'Asie.

## Tour de barrage
Les 3 meilleurs cinquièmes se qualifient pour le troisième tour de qualification de la Coupe d'Asie et les 4 moins bons cinquièmes pour un barrage de qualification.
| Rang | Équipe                | Pts | J | G | N | P | Bp | Bc | Diff |
| ---- | --------------------- | --- | - | - | - | - | -- | -- | ---- |
| 1    | Birmanie (Gr F)       | 6   | 8 | 2 | 0 | 6 | 6  | 35 | -29  |
| 2    | Yémen (Gr D)          | 5   | 8 | 1 | 2 | 5 | 6  | 18 | -12  |
| 3    | Bangladesh (Gr E)     | 2   | 8 | 0 | 2 | 6 | 3  | 19 | -16  |
| 4    | Indonésie (Gr G)      | 1   | 8 | 0 | 1 | 7 | 5  | 27 | -22  |
| 5    | Cambodge (Gr C)       | 1   | 8 | 0 | 1 | 7 | 2  | 44 | -42  |
| 6    | Taipei chinois (Gr B) | 0   | 8 | 0 | 0 | 8 | 4  | 34 | -30  |
| 7    | Guam (Gr A)           | 0   | 8 | 0 | 0 | 8 | 2  | 32 | -30  |

| Équipe    | Aller | Total | Retour | Équipe         |
| --------- | ----- | ----- | ------ | -------------- |
| Guam      | 0 - 1 | 1 - 3 | 1 - 2  | Cambodge       |
| Indonésie | 2 - 1 | 5 - 1 | 3 - 0  | Taipei chinois |

## Troisième tour
Les 24 équipes encore en lice sont réparties en six groupes de quatre et se rencontrent en match simple au sein de chaque groupe. Les premiers de chaque groupe ainsi que les cinq meilleurs deuxièmes se qualifient à la Coupe d'Asie 2023.
Un seul pays accueille toutes les rencontres de chaque groupe : dans le groupe A le Koweït évoluera à domicile, dans le groupe B il s'agit de la Mongolie, dans le groupe C de l'Ouzbékistan, dans le groupe D de l'Inde, dans le groupe E de la Malaisie et dans le groupe F du Kirghizistan.
| Chapeau 1 | Chapeau 2 | Chapeau 3 | Chapeau 4 |
| --- | --- | --- | --- |
| 1. Ouzbékistan H (84) 2. Bahreïn (90) 3. Jordanie (91) 4. Kirghizistan H (96) 5. Palestine (99) 6. Inde H (104) | 1. Thaïlande (115) 2. Tadjikistan (116) 3. Philippines (128) 4. Turkménistan (133) 5. Koweït H (142) 6. Hong Kong (147) | 1. Afghanistan (149) 2. Yémen (151) 3. Birmanie (152) 4. Malaisie H (154) 5. Maldives (157) 6. Singapour (160) | 1. Indonésie (164) 2. Népal (169) 3. Cambodge (171) 4. Mongolie H (184) 5. Bangladesh (186) 6. Sri Lanka (204) |

### Groupe A
| Rang | Équipe    | Pts | J | G | N | P | Bp | Bc | Diff |  | Résultats (▼ dom., ► ext.) |     |     |     | Drapeau du Népal |
| ---- | --------- | --- | - | - | - | - | -- | -- | ---- |  | -------------------------- | --- | --- | --- | ---------------- |
| 1    | Jordanie  | 9   | 3 | 3 | 0 | 0 | 6  | 0  | +6   |  | Jordanie                   |     |     | 3-0 | 2-0              |
| 2    | Indonésie | 6   | 3 | 2 | 0 | 1 | 9  | 2  | +7   |  | Indonésie                  | 0-1 |     |     | 7-0              |
| 3    | Koweït H  | 3   | 3 | 1 | 0 | 2 | 5  | 6  | -1   |  | Koweït H                   |     | 1-2 |     |                  |
| 4    | Népal     | 0   | 3 | 0 | 0 | 3 | 1  | 13 | -12  |  | Népal                      |     |     | 1-4 |                  |

### Groupe B
| Rang | Équipe      | Pts | J | G | N | P | Bp | Bc | Diff |  | Résultats (▼ dom., ► ext.) |     |     |     |     |
| ---- | ----------- | --- | - | - | - | - | -- | -- | ---- |  | -------------------------- | --- | --- | --- | --- |
| 1    | Palestine   | 9   | 3 | 3 | 0 | 0 | 10 | 0  | +10  |  | Palestine                  |     | 4-0 | 1-0 |     |
| 2    | Philippines | 4   | 3 | 1 | 1 | 1 | 1  | 4  | -3   |  | Philippines                |     |     |     | 0-0 |
| 3    | Mongolie H  | 3   | 3 | 1 | 0 | 2 | 2  | 2  | 0    |  | Mongolie H                 |     | 0-1 |     |     |
| 4    | Yémen       | 1   | 3 | 0 | 1 | 2 | 0  | 7  | -7   |  | Yémen                      | 0-5 |     | 0-2 |     |

### Groupe C
| Rang | Équipe        | Pts | J | G | N | P | Bp | Bc | Diff |  | Résultats (▼ dom., ► ext.) |     |     |     |     |
| ---- | ------------- | --- | - | - | - | - | -- | -- | ---- |  | -------------------------- | --- | --- | --- | --- |
| 1    | Ouzbékistan H | 9   | 3 | 3 | 0 | 0 | 9  | 0  | +9   |  | Ouzbékistan H              |     | 2-0 |     | 3-0 |
| 2    | Thaïlande     | 6   | 3 | 2 | 0 | 1 | 5  | 2  | +3   |  | Thaïlande                  |     |     | 3-0 |     |
| 3    | Maldives      | 3   | 3 | 1 | 0 | 2 | 1  | 7  | -6   |  | Maldives                   | 0-4 |     |     | 1-0 |
| 4    | Sri Lanka     | 0   | 3 | 0 | 0 | 3 | 0  | 6  | -6   |  | Sri Lanka                  |     | 0-2 |     |     |

### Groupe D
| Rang | Équipe      | Pts | J | G | N | P | Bp | Bc | Diff |  | Résultats (▼ dom., ► ext.) |     |     |     |     |
| ---- | ----------- | --- | - | - | - | - | -- | -- | ---- |  | -------------------------- | --- | --- | --- | --- |
| 1    | Inde H      | 9   | 3 | 3 | 0 | 0 | 8  | 1  | +7   |  | Inde H                     |     | 4-0 |     | 2-0 |
| 2    | Hong Kong   | 6   | 3 | 2 | 0 | 1 | 5  | 5  | 0    |  | Hong Kong                  |     |     | 2-1 |     |
| 3    | Afghanistan | 1   | 3 | 0 | 1 | 2 | 4  | 6  | -2   |  | Afghanistan                | 1-2 |     |     | 2-2 |
| 4    | Cambodge    | 1   | 3 | 0 | 1 | 2 | 2  | 7  | -5   |  | Cambodge                   |     | 0-3 |     |     |

### Groupe E
| Rang | Équipe       | Pts | J | G | N | P | Bp | Bc | Diff |  | Résultats (▼ dom., ► ext.) |     |     |     |     |
| ---- | ------------ | --- | - | - | - | - | -- | -- | ---- |  | -------------------------- | --- | --- | --- | --- |
| 1    | Bahreïn      | 9   | 3 | 3 | 0 | 0 | 5  | 1  | +4   |  | Bahreïn                    |     |     | 1-0 | 2-0 |
| 2    | Malaisie H   | 6   | 3 | 2 | 0 | 1 | 8  | 4  | +4   |  | Malaisie H                 | 1-2 |     |     | 4-1 |
| 3    | Turkménistan | 3   | 3 | 1 | 0 | 2 | 3  | 5  | -2   |  | Turkménistan               |     | 1-3 |     |     |
| 4    | Bangladesh   | 0   | 3 | 0 | 0 | 3 | 2  | 8  | -6   |  | Bangladesh                 |     |     | 1-2 |     |

### Groupe F
| Rang | Équipe         | Pts | J | G | N | P | Bp | Bc | Diff |  | Résultats (▼ dom., ► ext.) |     |     |     |     |
| ---- | -------------- | --- | - | - | - | - | -- | -- | ---- |  | -------------------------- | --- | --- | --- | --- |
| 1    | Tadjikistan    | 7   | 3 | 2 | 1 | 0 | 5  | 0  | +5   |  | Tadjikistan                |     |     |     | 4-0 |
| 2    | Kirghizistan H | 7   | 3 | 2 | 1 | 0 | 4  | 1  | +3   |  | Kirghizistan H             | 0-0 |     | 2-1 |     |
| 3    | Singapour      | 3   | 3 | 1 | 0 | 2 | 7  | 5  | +2   |  | Singapour                  | 0-1 |     |     |     |
| 4    | Birmanie       | 0   | 3 | 0 | 0 | 3 | 2  | 12 | -10  |  | Birmanie                   |     | 0-2 | 2-6 |     |

Légende :

H : Pays hôte
Gras : Pays qualifié pour la phase finale

### Classement des deuxièmes
| Rang | Équipe              | Pts | J | G | N | P | Bp | Bc | Diff |
| ---- | ------------------- | --- | - | - | - | - | -- | -- | ---- |
| 1    | Kirghizistan (Gr F) | 7   | 3 | 2 | 1 | 0 | 4  | 1  | +3   |
| 2    | Indonésie (Gr A)    | 6   | 3 | 2 | 0 | 1 | 9  | 2  | +7   |
| 3    | Malaisie (Gr E)     | 6   | 3 | 2 | 0 | 1 | 8  | 4  | +4   |
| 4    | Thaïlande (Gr C)    | 6   | 3 | 2 | 0 | 1 | 5  | 2  | +3   |
| 5    | Hong Kong (Gr D)    | 6   | 3 | 2 | 0 | 1 | 5  | 5  | 0    |
| 6    | Philippines (Gr B)  | 4   | 3 | 1 | 1 | 1 | 1  | 4  | -3   |

## Équipes qualifiées

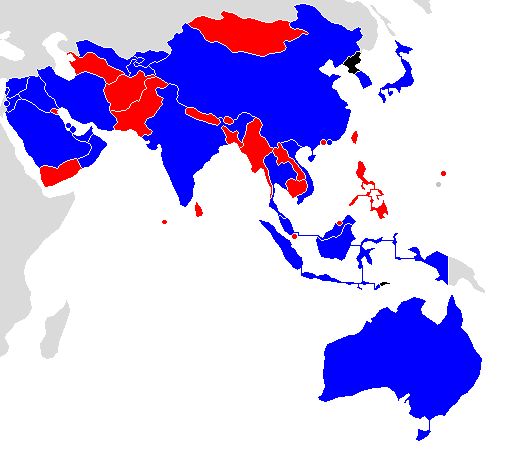
Sélections qualifiées
Sélections non-qualifiées
Sélections disqualifiées ou qui ont déclaré forfait
Sélections non-membres de l'AFC

Les 24 équipes suivantes se sont qualifiées pour le tournoi final.
| Pays                                     | Date de qualification | Participations                                                                          | Meilleur résultat                               | Dernière participation (résultat obtenu) |
| ---------------------------------------- | --------------------- | --------------------------------------------------------------------------------------- | ----------------------------------------------- | ---------------------------------------- |
| Japon Groupe F - 1re place               | 28 mai 2021           | +9, 1988, 1992, 1996, 2000, 2004, 2007, 2011, 2015, 2019                                | Vainqueur (4) · 1992, 2000, 2004, 2011          | 2019 · ( Finaliste)                      |
| Syrie Groupe A - 1re place               | 7 juin 2021           | +6, 1980, 1984, 1988, 1996, 2011, 2019                                                  | 1er tour (6) 1980, 1984, 1988, 1996, 2011, 2019 | 2019 (1er tour)                          |
| Qatar T Groupe E - 1re place             | 7 juin 2021           | +10, 1980, 1984, 1988, 1992, 2000, 2004, 2007, 2011, 2015, 2019                         | Vainqueur (1) · 2019                            | 2019 · ( Vainqueur)                      |
| Corée du Sud Groupe H - 1re place        | 9 juin 2021           | +14, 1956, 1960, 1964, 1972, 1980, 1984, 1988, 1996, 2000, 2004, 2007, 2011, 2015, 2019 | Vainqueur (2) · 1956, 1960                      | 2019 (Quart de finale)                   |
| Australie Groupe B - 1re place           | 11 juin 2021          | +4, 2007, 2011, 2015, 2019                                                              | Vainqueur (1) · 2015                            | 2019 (Quart de finale)                   |
| Iran Groupe C - 1re place                | 15 juin 2021          | +14, 1968, 1972, 1976, 1980, 1984, 1988, 1992, 1996, 2000, 2004, 2007, 2011, 2015, 2019 | Vainqueur (3) · 1968, 1972, 1976                | 2019 (Demi-finale)                       |
| Arabie saoudite Groupe D - 1re place     | 15 juin 2021          | +10, 1984, 1988, 1992, 1996, 2000, 2004, 2007, 2011, 2015, 2019                         | Vainqueur (3) · 1984, 1988, 1996                | 2019 (Huitième de finale)                |
| Émirats arabes unis Groupe G - 1re place | 15 juin 2021          | +10, 1980, 1984, 1988, 1992, 1996, 2004, 2007, 2011, 2015, 2019                         | Finaliste (1) · 1996                            | 2019 (Demi-finale)                       |
| Chine Groupe A - 2e place                | 15 juin 2021          | +12, 1976, 1980, 1984, 1988, 1992, 1996, 2000, 2004, 2007, 2011, 2015, 2019             | Finaliste (2) · 1984, 2004                      | 2019 (Quart de finale)                   |
| Irak Groupe C - 2e place                 | 15 juin 2021          | +9, 1972, 1976, 1996, 2000, 2004, 2007, 2011, 2015, 2019                                | Vainqueur (1) · 2007                            | 2019 (Huitième de finale)                |
| Oman Groupe E - 2e place                 | 15 juin 2021          | +4, 2004, 2007, 2015, 2019                                                              | Huitième de finale (1) 2019                     | 2019 (Huitième de finale)                |
| Viêt Nam Groupe G - 2e place             | 15 juin 2021          | +2, 2007, 2019                                                                          | Quart de finale (2) 2007, 2019                  | 2019 (Quart de finale)                   |
| Liban Groupe H - 2e place                | 15 juin 2021          | +2, 2000, 2019                                                                          | 1er tour (2) 2000, 2019                         | 2019 (1er tour)                          |
| Jordanie Groupe A - 1re place            | 14 juin 2022          | +4, 2004, 2011, 2015, 2019                                                              | Quart de finale (2) 2004, 2011                  | 2019 (Huitième de finale)                |
| Indonésie Groupe A - 2e place            | 14 juin 2022          | +4, 1996, 2000, 2004, 2007                                                              | 1er tour (4) 1996, 2000, 2004, 2007             | 2007 (1er tour)                          |
| Palestine Groupe B - 1re place           | 14 juin 2022          | +2, 2015, 2019                                                                          | 1er tour (2) 2015, 2019                         | 2019 (1er tour)                          |
| Ouzbékistan Groupe C - 1re place         | 14 juin 2022          | +7, 1996, 2000, 2004, 2007, 2011, 2015, 2019                                            | Quatrième (1) 2011                              | 2019 (Huitième de finale)                |
| Thaïlande Groupe C - 2e place            | 14 juin 2022          | +7, 1972, 1992, 1996, 2000, 2004, 2007, 2019                                            | Troisième (1) · 1972                            | 2019 (Huitième de finale)                |
| Inde Groupe D - 1re place                | 14 juin 2022          | +4, 1964, 1984, 2011, 2019                                                              | Finaliste (1) · 1964                            | 2019 (1er tour)                          |
| Hong Kong Groupe D - 2e place            | 14 juin 2022          | +3, 1956, 1964, 1968                                                                    | Troisième (1) · 1956                            | 1968 (Cinquième)                         |
| Bahreïn Groupe E - 1re place             | 14 juin 2022          | +6, 1988, 2004, 2007, 2011, 2015, 2019                                                  | Quatrième (1) 2004                              | 2019 (Huitième de finale)                |
| Malaisie Groupe E - 2e place             | 14 juin 2022          | +3, 1976, 1980, 2007                                                                    | 1er tour (3) 1976, 1980, 2007                   | 2007 (1er tour)                          |
| Tadjikistan Groupe F - 1re place         | 14 juin 2022          | +0, Première apparition                                                                 | -                                               | -                                        |
| Kirghizistan Groupe F - 2e place         | 14 juin 2022          | +1, 2019                                                                                | Huitième de finale (1) 2019                     | 2019 (Huitième de finale)                |

Légende :

PO : Pays Organisateur

T : Tenant du titre

## Meilleurs buteurs
Il y a eu 665 buts marqués en 208 matchs, soit une moyenne de 3,2 buts par match.

### 11 buts
- Ali Mabkhout

### 10 buts
- Eldor Shomurodov

### 9 buts
- Takumi Minamino
- Yousef Nasser

### 8 buts
- Wu Lei
- Yuya Osako

### 7 buts
- Sunil Chhetri
- Karim Ansarifard
- Sardar Azmoun
- Safawi Rasid
- Omar Al Somah

### 6 buts
- Harry Souttar
- Kim Shin-wook
- Baha' Faisal
- Oday Dabbagh
- Almoez Ali
- Ikhsan Fandi
- Mahmoud Al-Mawas